# Grote halmkruiper
De grote halmkruiper (Harpalus calceatus) is een keversoort uit de familie van de loopkevers (Carabidae). De wetenschappelijke naam van de soort werd in 1812 gepubliceerd door Caspar Erasmus Duftschmid. De soort wordt ook wel in het geslacht Pseudoophonus geplaatst.